# 20syl
20syl, de son vrai nom Sylvain Richard, né le 17 février 1979 à Nantes, est un rappeur, disc jockey et producteur français. Il est compositeur et MC du groupe Hocus Pocus, et membre et beatmaker du collectif de DJs C2C, quadruple champion du monde DMC par équipe. Il publie en 2014 son premier EP intitulé Motifs, suivi d'un deuxième volet, Motifs II en 2015.
Durant sa carrière, il produit également pour des artistes et groupes tels que Diam's, Disiz, Kohndo, Slum Village, Fabe, Scred Connexion, Nakk, Sully Sefil, et participe à des projets tels que Juste nous vol.1 ou Original Bombattak,,.

## Biographie
20syl est à l'origine graphiste diplômé de l'École supérieure des beaux-arts de Nantes Métropole. Il commence sa carrière musicale dans sa chambre, chez ses parents à Rezé (Loire-Atlantique) en créant son petit Home Studio Mab Rec Hord Studio. 
En 1995, 20Syl et Cambia publient leur première mixtape, intitulée Première Formule, qu'ils enregistrent dans un « studio de fortune », dans la cour de leur lycée. En 1997, ils s'associent avec DJ Greem, un copain de lycée de 20Syl pour former le groupe Hocus Pocus, qui publie, en tant que trio, son premier album intitulé Seconde Formule. Hocus Pocus mêle des éléments propres au hip-hop (scratchs, samples, rap) à un son instrumental influencé par le jazz, la soul et le funk. En parallèle, ils fondent le collectif de DJs C2C (Coups2Cross), quadruple champion du monde DMC par équipe quatre années consécutives entre 2003 et 2006. Par la suite, 20Syl continue ses productions, et DJ Greem s'investit plus particulièrement dans le collectif C2C.
20syl publie son premier EP intitulé Motifs le 9 juin 2014 ; le site sourdoreille.net considère cet EP comme « une véritable pépite ». Son deuxième EP, Motifs II, est publié le 11 mai 2015. Concernant la pochette de Motifs II il explique : « Pour le premier volume, j'avais joué sur le contraste entre le zèbre et le damier. Pour celui-ci, j'avais envie de remettre en scène un animal. J'aime bien les animaux qui ont un air solennel, qui dégagent une force esthétique. Quand je suis tombé sur cette chouette effraie, je lui ai trouvé un côté mystérieux et chic. J'ai choisi aussi le motif du plumage en opposition au damier. C'est une manière de symboliser deux aspects de ma musique: l'électronique et l'organique. Cette image épurée et énigmatique suscite des interrogations. »
En juillet 2015 à Nantes, 20syl présente le U, une rampe de skateboard musicale interactive (réalisée en collaboration avec le collectif Herrmutt Lobby). L'Apple Keynote de septembre 2015, utilise un morceau de 20syl pour promouvoir les fonctionnalités de Siri sur l'Apple Watch. À la fin de 2015, 20syl publie un remix du groupe Pulpalicious, originaire de Dijon. En janvier 2016, il publie sa première production de l'année intitulée Inertia. Toujours en janvier 2016, il publie un remix de la chanson Walk Walk de Yael Naim.
En 2016 il forme le duo Alltta (A Little Lower Than The Angels) aux côtés du rappeur californien Mr J medeiros.

## Discographie

### EPs
- 2001 : Flyin' Saucer (album de breakbeat)
- 2002 : Flyin' Saucer II (album de breakbeat)
- 2003 : Flyin' Saucer III (album de breakbeat)
- 2014 : Motifs
- 2015 : Motifs II

### Album remix
- 1999 : 20Syl’s Remix Tape

### Albums
- 2020: 36 (Beats & Types)

### Collaboration et remixes
- 2002 : 20syl - On and On (piste 13 sur la mixtape 1son2rue de Cut Killer)
- 2006 : Sixième Sens - Herbes de Provinces (feat. 20syl, Prince d'arabee, Orelsan, Gringe)
- 2007 : Amelie (Mr. J. Medeiros feat. 20syl)
- 2012 : Pale Blu Dot (Mr. J. Medeiros feat. Shad (20syl Remix))
- 2012 : Le sucre pimenté (Remix) (Oxmo Puccino feat. Orelsan, Greg Frite, Busta Flex, Grodash, Youssoupha, Dabaaz, 3010 & 20syl)
- 2013 : Kraked Unit - Chinese Puzzle (20syl Remix)
- 2013 : Rihanna - Stay (20syl You Can't Be Serious Remix)
- 2013 : Gush - Sieblings (20syl Remix)
- 2013 : Moongaï - Cosmofamille (20syl Remix)
- 2013 : Game, Set & Match
- 2013 : Electro Deluxe - Devil (20syl Remix)
- 2013 : Blitz the Ambassador - Respect Mine (feat. 20syl, Emicida, Y'akoto)
- 2013 : Elodie Rama - City of Hope (20syl Version)
- 2013 : Dtwice - Devil's Tune (20syl Remix)
- 2013 : Misteur Valaire - Don't Get Là (20syl Remix)
- 2013 : Room Bang (Grems feat. 20syl)
- 2013 : My Heart (Letters to the Sun feat. 20syl)
- 2014 : Gregory Porter - Liquid Spirit (20syl Remix)
- 2014 : La Fine Équipe - Kouign Amann (feat. 20syl & Kafutchino)
- 2014 : Ed Sheeran - Thinking Out Loud (20syl Remix)
- 2014 : Shuko - The Same (feat. CL Smooth & 20syl)
- 2014 : Yelle - Complètement fou (20syl Remix)
- 2014 : Game Set & Match II
- 2014 : V052 V1M
- 2014 : Coin Banks - Thomas Lawrence (feat. 20syl, Tab-One, Anders & The Ruby Horns)
- 2014 : Pigeon John - Boomerang (feat. 20Syl)
- 2014 : Bet Dap Goom Bown (BoomBap Festival Beat)
- 2014 : The Drops - Atalante (20syl Remix)
- 2014 : Obsession (Fixpen Sill & 20syl)
- 2014 : Schoolboy Q - The Purge / Rapfix Cypher (20syl Remix)
- 2014 : Kyla La Grange - Cut Your Teeth (20syl Remix)
- 2014 : 10YRS (Hip OPsession 10th Anniversary Track)
- 2014 : Seinabo Sey - Younger (20syl Remix)
- 2014 : King Krule - Easy Easy (20syl Remix)
- 2014 : Kendrick Lamar - Sing that Shit (20syl Juicy Remix)
- 2015 : Pulpalicious - How I Feel (20syl Remix)
- 2015 : Ibrahim Maalouf - Red and Black Light (20syl Remix)
- 2016 : Yaël Naim - Walk Walk (20syl Remix)
- 2016 : Médine - "Papamobile"

### Albums collaboratifs
- 1996 : Première Formule (mixtape, avec Hocus Pocus)
- 1998 : Seconde Formule (album autoproduit, avec Hocus Pocus)
- 2002 : Acoustic HipHop Quintet (maxi, avec Hocus Pocus)
- 2002 : Conscient (maxi, avec Hocus Pocus)
- 2002 : On and On Part II (maxi, avec Hocus Pocus)
- 2005 : 73 Touches (avec Hocus Pocus)
- 2007 : Place 54 (avec Hocus Pocus)
- 2010 : 16 pièces (avec Hocus Pocus)
- 2012 : Tetr4 (LP, avec C2C)
- 2012 : Down the Road (EP, avec C2C)
- 2013 : My Storm (Réalisateur - EP, avec Ledeunff)
- 2016 : The Upper Hand (LP, avec AllttA)
- 2017 : Facing Giants (LP, avec AllttA)
- 2023 : Curio Part I (LP, avec AllttA)
- 2023 : Curio Part II (LP, avec AllttA)
- 2024: Sula Bassana (avec Christophe Panzani)